# Februarie 1984
Acest articol este generat integral pe baza informațiilor din articolul 1984 și este actualizat periodic de un robot.
 Editările făcute în articol vor fi șterse la următoarea actualizare! Dacă doriți să faceți modificări, editați articolul-sursă.

ianuarie -
februarie -
martie -
aprilie -
mai -
iunie -
iulie -
august -
septembrie -
octombrie -
noiembrie -
decembrie
Februarie 1984 a fost a doua lună a anului și a început într-o zi de miercuri.

## Evenimente
- 8 februarie: Se deschid Jocurile Olimpice de iarnă de la Sarajevo, Republica Socialistă Federativă Iugoslavia.
- 13 februarie: Konstantin Cernenko îl succede pe Iuri Andropov ca secretar general al Partidului Comunist Sovietic.

## Nașteri
- 1 februarie: Darren Fletcher (Darren Barr Fletcher), fotbalist scoțian
- 1 februarie: Marius Matei, fotbalist român (atacant)
- 3 februarie: Sara Carbonero (Sara Carbonero Arévalo), jurnalistă spaniolă
- 3 februarie: Elizabeth Holmes, antreprenoare americană
- 3 februarie: Aleksejs Višņakovs, fotbalist leton
- 5 februarie: Carlos Tévez (Carlos Alberto Martínez Tévez), fotbalist argentinian (atacant)
- 6 februarie: Darío Flores (Dario Antonio Flores Bistolfi), fotbalist uruguayan
- 7 februarie: Dan Grunfeld, baschetbalist american
- 9 februarie: Vukašin Brajić, cântăreț sârb
- 9 februarie: Dzmitri Klimovici, fotbalist belarus
- 9 februarie: Inna Șupac, politiciană din R. Moldova
- 11 februarie: Marius Postolache, fotbalist român
- 13 februarie: Apoño (n. Antonio Galdeano Benítez), fotbalist spaniol
- 13 februarie: Benedict Vesa, episcop român
- 14 februarie: MC Bean (n. Marius Andrei Alexe), cântăreț român
- 18 februarie: Lucian Burdujan, fotbalist român (atacant)
- 18 februarie: Vasile Curileac (Vasile Marius Curileac), fotbalist român (portar)
- 18 februarie: Carlos Kameni (Idriss Carlos Kameni), fotbalist camerunez (portar)
- 18 februarie: Idriss Carlos Kameni, fotbalist camerunez
- 21 februarie: David Odonkor, fotbalist german
- 21 februarie: Andreas Seppi, jucător italian de tenis
- 22 februarie: Branislav Ivanović, fotbalist sârb
- 24 februarie: Igor Țîgîrlaș, fotbalist din R. Moldova
- 25 februarie: João Pereira (João Pedro da Silva Pereira), fotbalist portughez
- 26 februarie: Emmanuel Adebayor (Sheyi Emmanuel Adebayor), fotbalist togolez (atacant)
- 26 februarie: Natalia Lafourcade, cântăreață mexicană
- 26 februarie: Veena Malik, actriță pakistaneză
- 26 februarie: Beren Saat, actriță turcă
- 28 februarie: Ellie White, cântăreață română
- 29 februarie: Ionuț Gheorghe, boxer român
- 29 februarie: Rica Imai, actriță japoneză

## Decese
Jorge Guillén, 91 ani, poet spaniol (n. 1893)
Remus Răduleț, 79 ani, inginer român (n. 1904)
Radu Șerban, compozitor și scriitor român (n. 1927)
Iosif Kovacs, 65 ani, istoric român de etnie maghiară (n. 1919)
Yuri Andropov, 69 ani, conducător al Uniunii Sovietice (1982-1984), (n. 1914)
Julio Cortázar, 69 ani, romancier argentinian (n. 1914)
Mihail Șolohov, 78 ani, scriitor cazac (n. 1905)
Roger Couderc, jurnalist francez (n. 1918)